# La Macana
La Macana és una entitat de població de l'Uruguai, ubicada al sud-oest del departament de Florida. Forma part de l'àrea metropolitana de Florida, amb un nucli poblacional de 12.643 habitants, segons les dades del cens del 2004.
Es troba a 64 metres sobre el nivell del mar.